# أوركاد
برنامج أوركاد (بالإنجليزية OrCAD) هو برنامج محاكاة للدوائر الإلكترونية، وهو من البرمجيات الاحتكارية، يستخدم في المقام الأول من أجل أتمتة التصميم الإلكتروني (EDA). يُستَخدم البرنامج من قِبَل مهندسي تصميم الدارات الإلكترونية، وهو من البرامج المعتمدة علىبرنامج بيسبايس (بالإنجليزية : PSpice).

## الشركة
تأسست الشركة في عام 1985 من قبل جون دوربيتاكي وكين وكيث سيمور في ولاية أوريغون, أصبحت الشركة من موردي برامج أتمتة التصميم الإلكتروني (EDA).

## المنتجات
يتكون برنامج OrCAD من محرر تخطيطي (Capture) لرسم الدارات الإلكترونية، وبرنامج محاكاة الدارة (أوركاد) و برنامج لتصميم اللوحات الإلكترونية المطبوعة (PCB).

### المحرر التخطيطي
المحرر التخطيطي (OrCAD Capture) هو البرنامج الخاص بجزء رسم وتصميم الدائرة الكهربائية.

### بيسبايس
بيسبايس (OrCAD EE PSpice) هو تطبيق محاكاة الدوائر التناظرية والدوائر مختلطة الإشارة، حيث يعمل على محاكاة الدوائر المحددة في المحرر التخطيطي (OrCAD Capture), و يمكن الاختيار أن يندمج البرنامج مع برنامج الماتلاب (MATLAB/Simulink) باستخدام سيميولينك إلى بيسبايس (SLPS).
بيسبايس (PSpice) هو اختصار لبرنامج محاكاة مركز للدوائر المتكاملة (Simulation Program with Integrated Circuit Emphasis).

## وصلات خارجية
- الموقع الرسمي